# Steven Hallard
Steven Leslie Hallard (ur. 23 lutego 1965 w Rugby) – brytyjski łucznik sportowy. Dwukrotny brązowy medalista olimpijski z Seulu (1988; drużynowo) i Barcelony (1992; drużynowo) oraz uczestnik igrzysk olimpijskich (1984, 1996), wicemistrz świata (1989) oraz wielokrotny mistrz Wielkiej Brytanii.
W debiucie olimpijskim w 1984 roku indywidualnie zajął 21. miejsce, a wynik ten powtórzył cztery lata później w Seulu, gdzie zdobył również pierwszy medal olimpijski – drużynowy brąz z reprezentacją Wielkiej Brytanii w składzie Hallard, Leroy Watson, Richard Priestman. W 1992 roku na igrzyskach w Barcelonie powtórzył sukces drużynowy (w składzie Hallard, Priestman, Simon Terry), zaś indywidualnie był 13. Jego ostatnimi igrzyskami była Atlanta w 1996 roku, gdzie zajął indywidualnie dopiero 55. lokatę.
Hallard łączył karierę sportową z pracą architekta w firmie zajmującej się inżynierią mechaniczną. Łącznie wystąpił na czterech z kolei igrzyskach olimpijskich w latach 1984–1996 oraz w wielu edycjach mistrzostw świata, Europy i Wspólnoty Narodów, wielokrotnie zdobywał tytuł mistrza Wielkiej Brytanii. Jego największym sukcesem indywidualnym było srebro mistrzostw świata w 1989 roku. Po zakończeniu kariery sportowej prowadził firmę specjalizującą się w sprzedaży i wypożyczaniu sprzętu łuczniczego.

## Osiągnięcia
Igrzyska olimpijskie
- drużynowo (1988, 1992)

Mistrzostwa świata
- indywidualnie (1989)